# Лінійні кораблі типу «Колорадо»
Лінійні кораблі типу «Колорадо» — чотири «супер-дредноути» ВМС США, останній тип договірних лінійних кораблів.

## Історія створення
Сконструйовані під час Першої світової війни. Власне їх будівництво тривало і після завершення глобального конфлікту. Було спущено на воду лише три кораблі: «Колорадо», «Меріленд» та «Вест Вірджинія». На 75 % готовий «Вашингтон» був розібраний на виконання положень Вашингтонської морської угоди 1922 року. Тож озброєні 16-дюймовими гарматами лінійні кораблі типу «Колорадо» були найпотужнішими лінійними кораблями ВМС США до включення до складу флоту лінійних кораблів типу «Норт Керолайна» напередодні Другої світової війни.

## Конструкція
Тип «Колорадо» були останніми стандартними лінійними кораблями, які розробляли зі збереженням приблизно однакової швидкості та маневреності задля більш ефективної дії у складі ескадри (лінійні кораблі типу «Саут Дакота», які мали стати наступним типом американських лінкорів, з усіх боків був би відхиленням від стандартного типу). Окрім отримання більш потужної артилерії головного калібру — восьми 16-дюймових гармат, кораблі були по суті повтореннями попереднього типу «Теннесі». «Колорадо» також були останніми американськими основними кораблями, побудованими з чотирма баштами та здвоєними гарматами. Перехід до більшої зброї був викликаний японськими лінкорами типу «Наґато», які також встановили вісім 16-дюймових гармат.

## Служба
Всі три кораблі інтенсивно використовувалися під час Другої світової війни. «Меріленд» та «Вест Вірджинія» були атаковані нападу на Перл-Гарбор 7 грудня 1941 року. «Меріленд» уник серйозних ушкоджень, „Вест Вірджинія“ була потоплена на мілководді гавані, але згодом піднята та відремонтована. Всі три кораблі служили кораблями артилерійської підтримки під час десантних операцій. «Меріленд» та «Вест Вірджинія» були присутніми в останньому бою між лінкорами, битві при протоці Сурігао (частина битви при затоці Лейте) в жовтні 1944 року. Три кораблі, введені в резерв після закінчення війни, були списані наприкінці 1950-х.

## Представники
| Назва                          | Номер | Верф                                                   | Закладений          | Спущений на воду       | Вступив у стрій     | Доля |
| ------------------------------ | ----- | ------------------------------------------------------ | ------------------- | ---------------------- | ------------------- | --- |
| «Колорадо» Colorado            | BB-45 | New York Shipbuilding Corporation, Камден (Нью-Джерсі) | 29 травня 1919 року | 22 березня 1921 року   | 30 серпня 1923 року | Виведений зі складу флоту 7 січня 1947 року, Зданий на здам 1 березня 1959 року                                         |
| «Меріленд» Maryland            | BB-46 | New York Shipbuilding Corporation, Ньюпорт-Ньюс        | 24 квітня 1917 року | 20 березня 1920 року   | 21 липня 1921 року  | Виведений зі складу флоту 3 квітня 1947 року, Зданий на здам 1 березня 1959 року                                        |
| «Вашингтон» Washington         | BB-47 | New York Shipbuilding Corporation, Камден (Нью-Джерсі) | 30 червня 1919 року | 1 вересня 1921 року    |                     | Будівництво скасоване відповідно до Вашингтонської морської угоди 1922 року Потоплений як мішень 25 листопада 1924 року |
| «Вест Вірджинія» West Virginia | BB-48 | New York Shipbuilding Corporation, Ньюпорт-Ньюс        | 12 квітня 1920 року | 17 листопада 1921 року | 1 грудня 1923 року  | Виведений зі складу флоту 9 січня 1947 року, Зданий на здам 1 березня 1959 року                                         |